# El Oro kommun, delstaten Mexiko
El Oro är en kommun i Mexiko.   Den ligger i delstaten Mexiko, i den sydöstra delen av landet, 110 km väster om huvudstaden Mexico City.
Följande samhällen finns i El Oro:
- El Oro de Hidalgo
- Santa Rosa de Lima
- Pueblo Nuevo de los Ángeles
- Barrio la Estrellita
- Cerro Llorón
- Endotejiare
- Venta del Aire
- Barrio del Gigante
- Ejido San Nicolás el Oro
- Citeje
- Santa Rosa de Guadalupe
- La Loma de la Cima
- Barrio de las Peñitas
- La Palma
- La Mesa
- Concepción Primera
- La Soledad
- Laguna Seca
- Colonia Monte Alto